# Schkopau
Schkopau is een gemeente in de Duitse deelstaat Saksen-Anhalt, en maakt deel uit van de Landkreis Saalekreis.
Schkopau telt 10.986 inwoners.
In 1936 werd in het kader van het autarkie-streven van Nazi-Duitsland gestart met de bouw van de Buna-Werke voor de productie van synthetisch rubber. De Buna-Werke waren een dochterbedrijf van de IG Farben. Tijdens de Tweede Wereldoorlog hadden de Buna-Werke een vestiging in concentratiekamp Auschwitz-Monowitz. Na de oorlog ontmantelde de Sovjet-Unie een groot deel van de Buna-Werke als herstelbetaling. In 1954 werden de Buna-Werke overgedragen aan de DDR die het voortzetten als VEB Chemische Werke Buna. De Buna-Werke werden de grootste carbid-producent ter wereld. Er werkten in de DDR-tijd 18.000 mensen. Na de Duitse hereniging werden de Buna-Werke gesaneerd, hetgeen de Duitse overheid 9 miljard DM kostte. In 1995 werden de Buna-Werke overgenomen door Dow Chemical. Tegenwoordig werken er 2300 mensen.

## Indeling gemeente
De volgende Ortsteile maken deel uit van de gemeente:
- Bündorf
- Burgliebenau
- Döllnitz
- Dörstewitz
- Ermlitz
- Hohenweiden
- Knapendorf
- Kollenbey
- Korbetha
- Lochau
- Löpitz
- Lössen
- Luppenau
- Neukirchen
- Oberthau
- Pretzsch
- Pritschöna
- Raßnitz
- Rattmannsdorf
- Rockendorf
- Röglitz
- Röpzig
- Rübsen
- Schkopau
- Tragarth
- Wallendorf (Luppe)
- Wegwitz
- Wesenitz
- Weßmar

Bad Dürrenberg ·
Bad Lauchstädt ·
Barnstädt ·
Braunsbedra ·
Farnstädt ·
Kabelsketal ·
Landsberg ·
Leuna ·
Merseburg ·
Mücheln (Geiseltal) ·
Nemsdorf-Göhrendorf ·
Obhausen ·
Petersberg ·
Querfurt ·
Salzatal ·
Schkopau ·
Schraplau ·
Steigra ·
Teutschenthal · 
Wettin-Löbejün